# Liste der Mitglieder der National Academy of Sciences/1973
Im Jahr 1973 wählte die National Academy of Sciences der Vereinigten Staaten 107 Personen zu ihren Mitgliedern.

## Neugewählte Mitglieder
- Edward H. Ahrens, Jr. (1915–2000)
- Robert W. Allard (1919–2003)
- Andrew A. Benson (1917–2015)
- Sune Bergström (1916–2004)
- Howard A. Bern (1920–2012)
- James Daniel Bjorken (1934–2024)
- Harold C. Bold (1909–1987)
- John Tyler Bonner (1920–2019)
- Frederick H. Bormann (1922–2012)
- Gordon H. Bower (1932–2020)
- Felix E. Browder (1927–2016)
- Donald D. Brown (1931–2023)
- Arthur E. Bryson (* 1925)
- Bernard Budiansky (1925–1999)
- John W. Cahn (1928–2016)
- Donald T. Campbell (1916–1996)
- Robert M. Chanock (1924–2010)
- Albert M. Clogston (1917–2013)
- Ansley J. Coale (1917–2002)
- Philip E. Converse (1928–2014)
- George Cotzias (1918–1977)
- Ellis B. Cowling (1932–2021)
- James E. Darnell, Jr. (* 1930)
- Albert Dorfman (1916–1982)
- Otis D. Duncan (1921–2004)
- Isidore S. Edelman (1920–2004)
- W. Thomas Edmondson (1916–2000)
- Wladimir A. Engelhardt (1894–1984)
- Albert J. Eschenmoser (1925–2023)
- Edmond H. Fischer (1920–2021)
- Marshall Fixman (1930–2016)
- Robert W. Fogel (1926–2013)
- Robert E. Forster (1919–2021)
- Donald S. Fredrickson (1924–2002)
- Gerhart Friedlander (1916–2009)
- Milton Friedman (1912–2006)
- Dennis Gabor (1900–1979)
- Theodore H. Geballe (1920–2021)
- Clifford Geertz (1926–2006)
- Freeman Gilbert (1931–2014)
- David V. Glass (1911–1978)
- Jean Goguel (1908–1987)
- Harry Goldblatt (1891–1977)
- Ludwik Gross (1904–1999)
- Gordon G. Hammes (* 1934)
- Zellig Harris (1909–1992)
- M. Frederick Hawthorne (1928–2021)
- D. Mark Hegsted (1914–2009)
- Robert F. Heizer (1915–1979)
- Richard M. Held (1922–2016)
- John J. Hopfield (* 1933)
- Kurt J. Isselbacher (1925–2019)
- Percy L. Julian (1899–1975)
- Joseph J. Katz (1912–2008)
- Joseph B. Keller (1923–2016)
- Motoo Kimura (1924–1994)
- George Klein (1925–2016)
- Lawrence R. Klein (1920–2013)
- William L. Kraushaar (1920–2008)
- Edwin G. Krebs (1918–2009)
- Aaron B. Lerner (1920–2007)
- Choh H. Li (1913–1987)
- Seymour M. Lipset (1922–2006)
- J. Ross Macdonald (1923–2024)
- James G. March (1928–2018)
- Paul A. Marks (1926–2020)
- Jacob Marschak (1898–1977)
- Victor A. McKusick (1921–2008)
- William B. McLean (1914–1976)
- Stanley L. Miller (1930–2007)
- Raymond D. Mindlin (1906–1987)
- Marvin L. Minsky (1927–2016)
- Beatrice Mintz (1921–2022)
- Franco Modigliani (1918–2003)
- Ben R. Mottelson (1926–2022)
- Yoichiro Nambu (1921–2015)
- Gerry Neugebauer (1932–2014)
- Bernard M. Oliver (1916–1995)
- Alwin M. Pappenheimer, Jr. (1908–1995)
- Robert Ghormley Parr (1921–2017)
- Rowland Pettit (1927–1981)
- David Pines (1924–2018)
- John M. Prausnitz (* 1928)
- Vulimiri Ramalingaswami (1921–2001)
- Charles Rammelkamp (1911–1981)
- Simon Ramo (1913–2016)
- Helen M. Ranney (1920–2010)
- Lester J. Reed (1925–2015)
- William L. Russell (1910–2003)
- Andrei Sakharov (1921–1989)
- J. Edwin Seegmiller (1920–2006)
- Irving E. Segal (1918–1998)
- Richard B. Setlow (1921–2015)
- Robert P. Sharp (1911–2004)
- Iosif S. Shklovsky (1916–1985)
- H. Guyford Stever (1916–2010)
- Julian M. Sturtevant (1908–2005)
- Helen B. Taussig (1898–1986)
- Kip S. Thorne (* 1940)
- William Trager (1910–2005)
- Merton Utter (1917–1980)
- Cecil H. Wadleigh (1907–1997)
- Robert M. Walker (1929–2004)
- Anthony F. Wallace (1923–2015)
- Donald E. White (1914–2002)
- Gilbert F. White (1911–2006)
- Maxwell M. Wintrobe (1901–1986)